# Umberto Blasi
Umberto Blasi (Roma, 12 ottobre 1886 – Roma, 11 luglio 1938) è stato un maratoneta italiano.
Prese parte alla maratona olimpica di Londra 1908, ma si ritirò prima di tagliare il traguardo. È stato tre volte campione italiano nella medesima specialità nel 1908, 1909 e 1914, anno in cui il suo miglior tempo fu anche record mondiale.

## Palmarès
| Anno | Manifestazione  | Sede   | Evento   | Risultato | Prestazione | Note |
| ---- | --------------- | ------ | -------- | --------- | ----------- | ---- |
| 1908 | Giochi olimpici | Londra | Maratona | dnf       | dnf         |      |

## Campionati nazionali
3 volte campione italiano assoluto nella maratona (1908, 1909 e 1914).
1908
- Oro ai campionati italiani assoluti di atletica leggera, maratona - 3h07'04"0

1909
- Oro ai campionati italiani assoluti di atletica leggera, maratona - 2h36'30"0

1914
- Oro ai campionati italiani assoluti di atletica leggera, maratona - 2h38'00"4/5
- Bronzo ai campionati italiani assoluti di atletica leggera, maratonina (20 km su pista) - 1h10'08"